# 踊り字
踊り字、躍り字（おどりじ）は、主に日本語の表記で使用される約物（特殊記号）の一群で、〱、々、ヽ、ゝなどがある。おどり、繰り返し符号、重ね字、送り字、揺すり字、重字（じゅうじ）、重点（じゅうてん）、畳字（じょうじ）などとも呼ぶ。
コンピュータなどによってはそれぞれくりかえしやおなじ、「丶」は点、「々」はノマ、ノマ点などと入力すると表示される場合がある。

## 歴史
殷の時代にはすでに、同じ字が続くときに一字だけ書き、繰り返しを表す記号を付け足すことが行われていた。これを重文号という。殷の金文では、小さい「＝」を用いて「子子孫孫」を「子=孫=」と書いた。下図の史頌鼎（紀元前900年頃）の金文の文末に、「子子孫孫寶用」（子々孫々まで宝として用いよ）とある。
漢字文化圏ではその後も重文号が使われ続けたが、現在公式な文書でも用いているのは日本語だけである。また日本の戸籍制度では「々」「ゝ」「ゞ」を人名に用いることができる。

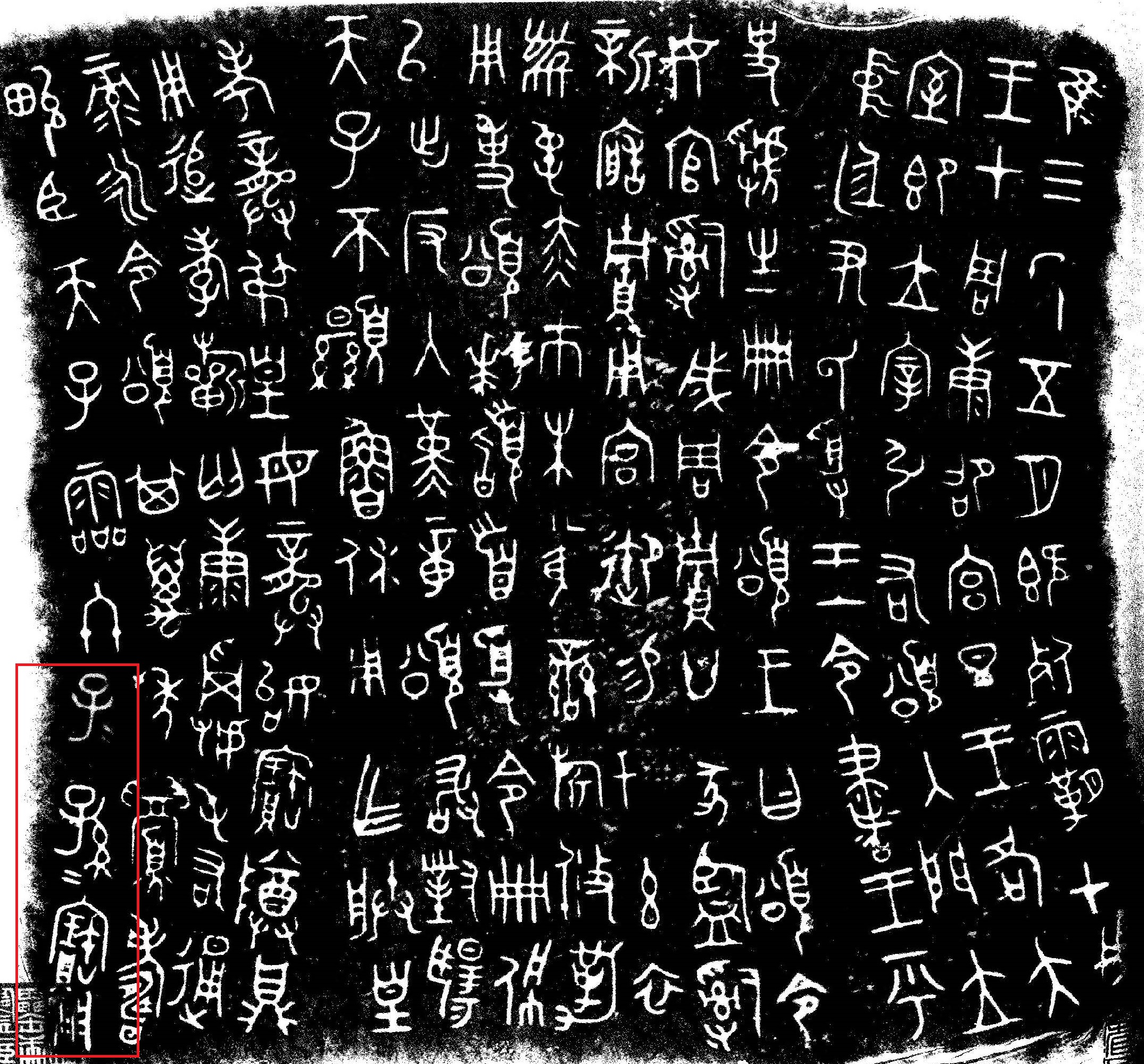
史頌鼎。左下に「子_{=}孫_{=}寶用」と書かれているのが確認できる。

## 種類

### 々（同の字点）
| 記号 | Unicode | JIS X 0213 | 文字参照          | 名称     |
| ---- | ------- | ---------- | ----------------- | -------- |
| 々   | U+3005  | 1-1-25     | &#x3005; &#12293; | 同上記号 |

漢字のように見えるが、あくまで反復記号の一種であって漢字ではなく、固有の読みはない。
同じ漢字を重ねるときに、2文字目以降の文字の代用として用いられる。
- 時時 → 時々（ときどき）
- 刻刻 → 刻々（こくこく）
- 明明白白 → 明々白々（めいめいはくはく）
- 赤裸裸 → 赤裸々（せきらら）
- 代代木 → 代々木（よよぎ）
- 古古古米 → 古々々米（こここまい）
- 複複複線 → 複々々線（ふくふくふくせん[注釈 1]）
- 小小小支川 → 小々々支川（しょうしょうしょうしせん）

「公演会々場」のように使われることもある。特に、結婚や葬式に関しては、同じ漢字を直接繰り返すことは、再婚や不幸の繰り返しを連想させ縁起が悪いため、「結婚式々場」、「告別式々場」と表記することが多い。
二字以上の熟語を重ねるときにも使うこともある。
- 部分部分 → 部分々々
- 後手後手 → 後手々々
- 一歩一歩 → 一歩々々
- 南無阿弥陀仏南無阿弥陀仏 → 南無阿弥陀仏々々々々々々

ただし古く（奈良時代）は記法が異なり、上の例なら
- 部分部分 → 部々分々
- 後手後手 → 後々手々

のようにも書かれた。
原稿用紙などで語の途中で改行するときは用いない。例えば「散々」が2行に分かれるなら「散散」と書く。従って、行の先頭に「々」が来ることはない。禁則処理に対応したアプリケーションソフトウェアでは、行の最後と次行の最初に分かれる場合、行頭に「々」が来ないよう処理される。ただし、例外として、人名、地名の「佐々」のような固有名詞の場合、2行に分かれても「佐々」と、「々」のままにしなければならない。また、新聞など禁則処理ができないような場合は別。
また、「湯湯婆」（ゆたんぽ）のように同じ漢字を重ねても読みが異なる場合には普通用いない。だが、「明々後日」（しあさって）のような熟字訓、「酒々井」（しすい）のような固有名詞は存在する。
「々」は漢字ではないが、大修館書店発行の漢和辞典には読者の便宜上収録されている。また、中国語に同種の文字はなく、日本語の固有名詞を書き表す際はそのまま同じ文字を並べて表記する（例：代々木→代代木）。

#### 日本語変換ソフト
「々」の字形を分解すると「ノ」＋「マ」のように見えることから俗にノマやノマ点とも呼ばれる。ユーザーが辞書登録していない状態では、GboardやJapanist、Anthy、ATOK 2011までのATOKなどのかな漢字変換システムでは「のま」で変換できる。これは、元々はJapanistの前身である富士通OAKが便宜上用いたことに由来するとされ、同社のOASYSでも同じ動作である。現在のATOK、Microsoft IME、Apple日本語入力では「どう」「おなじ」で変換すると候補に表示されるが、「のま」からは変換できない。
また、AndroidでのGboardやiPhoneでの日本語入力でフリック入力を行う場合、数字の8の上向きフリックで選択できる。

### ゝとヽ（一の字点）
| 記号 | Unicode | JIS X 0213 | 文字参照          | 名称                     |
| ---- | ------- | ---------- | ----------------- | ------------------------ |
| ゝ   | U+309D  | 1-1-21     | &#x309D; &#12445; | 平仮名繰返し記号         |
| ヽ   | U+30FD  | 1-1-19     | &#x30FD; &#12541; | 片仮名繰返し記号         |
| ゞ   | U+309E  | 1-1-22     | &#x309E; &#12446; | 平仮名繰返し記号（濁点） |
| ヾ   | U+30FE  | 1-1-20     | &#x30FE; &#12542; | 片仮名繰返し記号（濁点） |

平仮名を2字重ねるとき「ゝ」「ゞ」を、片仮名を2字重ねるとき「ヽ」「ヾ」を使用する。主要な新聞では、固有名詞以外は使用しないこととガイドラインに決められているなど、昨今の文章では使用例がやや珍しくなっている。
- ここ → こゝ
- バナナ → バナヽ
- くっつける → くつゝける（促音を大書きした場合）

ただし、固有名詞、商標や社名では使われる。
- 学問のすすめ → 学問のすゝめ
- こころ → こゝろ
- ああ上野駅 → あゝ上野駅
- いすず自動車 → いすゞ自動車
- みすず飴 → みすゞ飴

1字目に濁点がつく場合は「ゝ」は濁点のない仮名を重ね、「ゞ」は濁点のつく仮名をそのまま重ねる。
- づつ → づゝ
- ぶぶ漬け → ぶゞ漬け

### 〻（二の字点）
| 記号 | Unicode | JIS X 0213 | 文字参照          | 名称               |
| ---- | ------- | ---------- | ----------------- | ------------------ |
| 〻   | U+303B  | 1-2-22     | &#x303B; &#12347; | 二の字点、ゆすり点 |

二の字点

殷から使われている小さい「二」の字を崩した記号である。揺すり点（ゆすりてん）とも呼ばれ、主に縦書きの文章に用いる。
漢字の後に書かれ、現在は「々」で代用されることもあるが、上字を繰り返すのではなく、上字の訓が繰り返し語であることを意味する。
|  | 各（おのおの） | → | 各 〻 |

|  | 屡（しばしば） | → | 屡 〻 |

この例で、「各」「屡」はそれぞれ1字で「おのおの」「しばしば」と読むのであって、「おの」「しば」などという訓はない。これらは「各各」「屡屡」の略記ではなく、二の字点を使わない表記は「各」「屡」である。なお、現代では「〻」は「々」と書き換えられ、「各々」「屡々」と書くのは間違いではない。
書くときは、行の中央ではなく前の字の右下に添えるように書く。なお横書きにおける一般的な表記法はまだ確立していないが、公式文書の例としては、日本国憲法原本で各〻が6か所でてくるが、電子政府ではすべて各々の表記とされている。
文章を繰り返す際に使う「〃」は、「ノノ点」「ノノ字点」と呼ばれ、二の字点とは別のものである。

### 〱（くの字点）
| 記号 | Unicode | JIS X 0213 | 文字参照          | 名称               |
| ---- | ------- | ---------- | ----------------- | ------------------ |
| 〳   | U+3033  | 1-2-19     | &#x3033; &#12339; | くの字点上         |
| 〴   | U+3034  | 1-2-20     | &#x3034; &#12340; | くの字点上（濁点） |
| 〵   | U+3035  | 1-2-21     | &#x3035; &#12341; | くの字点下         |
| 〱   | U+3031  | -          | &#x3031; &#12337; | くの字点           |
| 〲   | U+3032  | -          | &#x3032; &#12338; | くの字点（濁点）   |

平仮名の「く」の字を延ばしたように書く。縦書きの文章のみに用いる。横書き時に同様の表記を行う場合には、二倍ダッシュやその上に濁点を付けた約物が使用されることが多いが、「へ」の字を横に伸ばした字形や、くの字点を左90度回転させた形で使用することもある。
2字以上の仮名、もしくは漢字と仮名を繰り返す場合に用いる。
| まあまあ | → | まあ〳〵 |  | どうしてどうして | → | どうして〳〵 |  | 見る見る | → | 見る〳〵 |  | たびたび | → | たび〳〵 |

古くは、仮名で2音で読む漢字1字の繰り返し（たとえば「人々」）にも使われた。この場合、初期は上字（この例では「人」）に重ねて書かれたものが、時代と共に位置が下に移動してきた。
繰り返し部分が連濁する場合は、濁点付きの「くの字点」を用いる。
| しかじか | → | しか〴〵 |  | 離れ離れ | → | 離れ〴〵 |  | くれぐれ | → | くれ〴〵 |

濁点の付く文字を繰り返す場合は、濁点の付いていない「くの字点」を用いる場合と、濁点の付いている「くの字点」を用いる場合がある。
| ボヤボヤ | → | ボヤ〳〵 | ボヤ〴〵 |  | ブランブラン | → | ブラン〳〵 | ブラン〴〵 |

濁点の付く文字を繰り返すが、繰り返し箇所は濁点がつかない場合は、濁点の付いていない「くの字点」を用いる（擬音などでは少ないが児童向け文学などで漢字を仮名表記する場合に用いられる）。
3回の繰り返しの場合は「くの字点」を2回繰り返すが、4回繰り返す場合は2回目の繰り返しと4回目の繰り返しにのみ「くの字点」を用いる。
| トントントン | → | トン〳〵〳〵 |  | ぐんぐんぐんぐん | → | ぐん〴〵ぐん〴〵 |

### Unicodeにおける扱い
Unicodeでは、一の字点は平仮名と片仮名のブロックに、同の字点・二の字点及びくの字点はCJKの記号及び句読点のブロックに収録されている。また、くの字点については、くの字点そのものだけでなく、その上半分と下半分の字形についても符号位置が与えられている。

## 日本以外の用例
台湾でも日本統治時代の名残で「々」が使われることがある。例えば中国語の「謝謝」を「謝々」と書く、台湾語の「天烏烏」を「天烏々」や「天烏〃」と書く。ただし正書法ではないので、公式の文書では用いない。なお、現在の台湾人は「〃」あるいは「2」が使われることが主流となっている。
例えば「謝〃」「謝2」で、このような用例は日本においても見られる。
韓国でも独立直後の漢字を使用していた頃は「々」を使う用例が見られた。
ベトナムではかつて漢字やチュノムが用いられていた頃に片仮名の「ヒ」や「ヌ」の形をした記号が踊り字として用いられていた。2022年にベトナム漢ノム復生委員会（ベトナム語：Ủy ban Phục sinh Hán Nôm Việt Nam / 委班復生漢喃越南）が策定した常用標準漢ノム表（ベトナム語：Bảng chữ Hán Nôm Chuẩn Thường dùng / 榜𡨸漢喃準常用）では標準形として「ヌ」が採用されている。ただし同委員会によれば原則としてフォーマルな文章における踊り字の使用は非推奨としている。

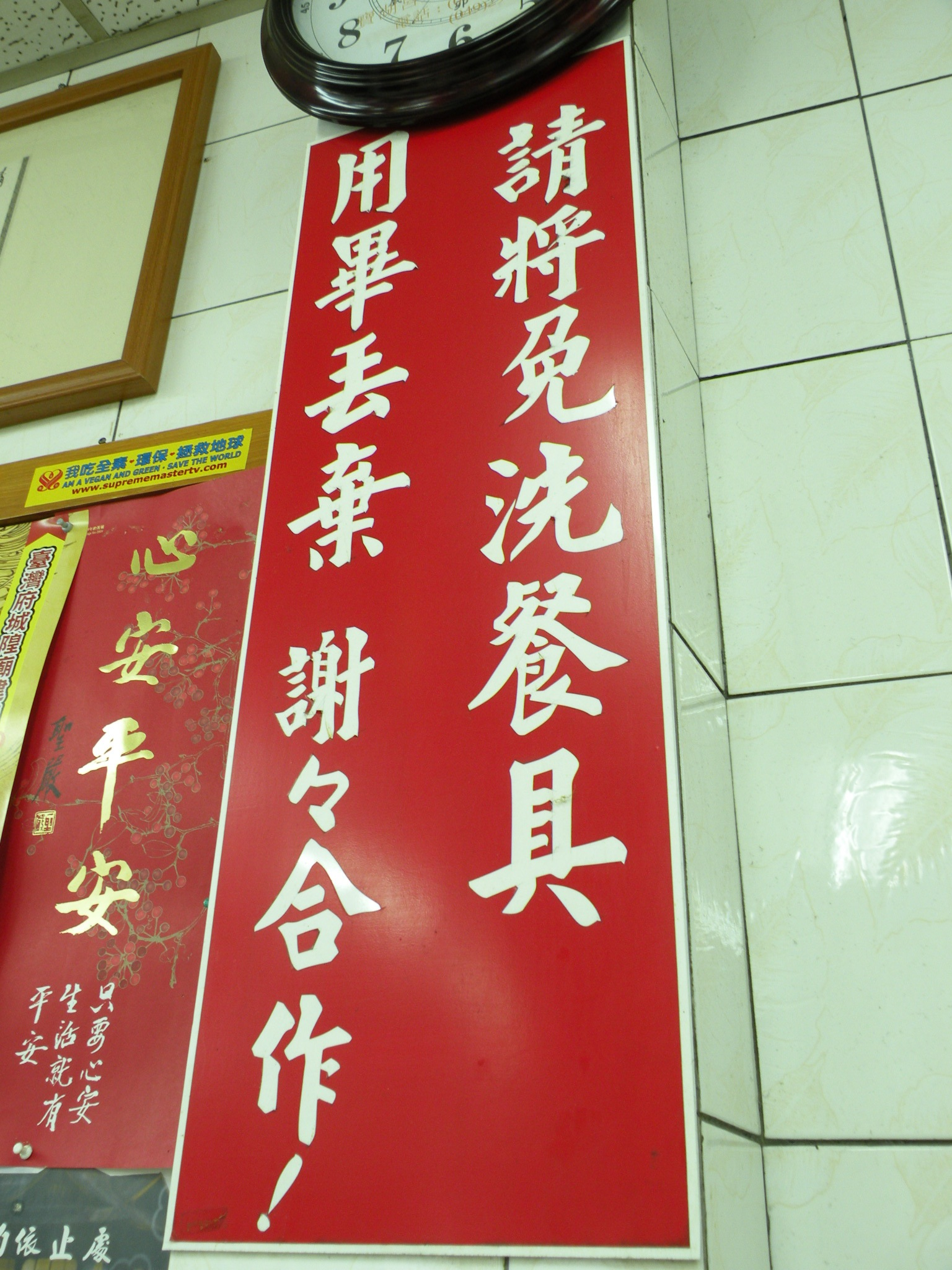
台湾の踊り字の用例（台南市の朝食屋）
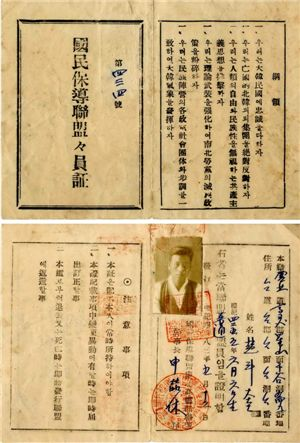
韓国の国民保導連盟の盟員証（「國民保導聯盟々員証」と表記されている。）
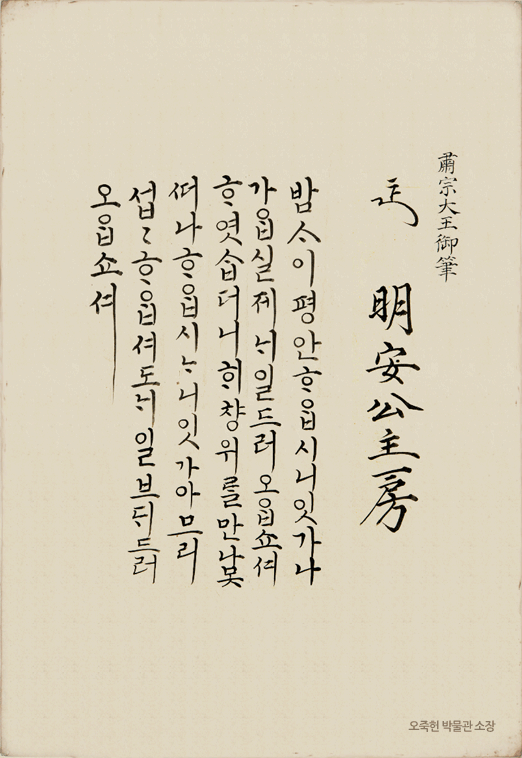
朝鮮粛宗のハングルの書簡。（「섭섭하셔도（名残惜しい）」を「섭〻ᄒᆞᄋᆞᆸ셔도」と書いている。）
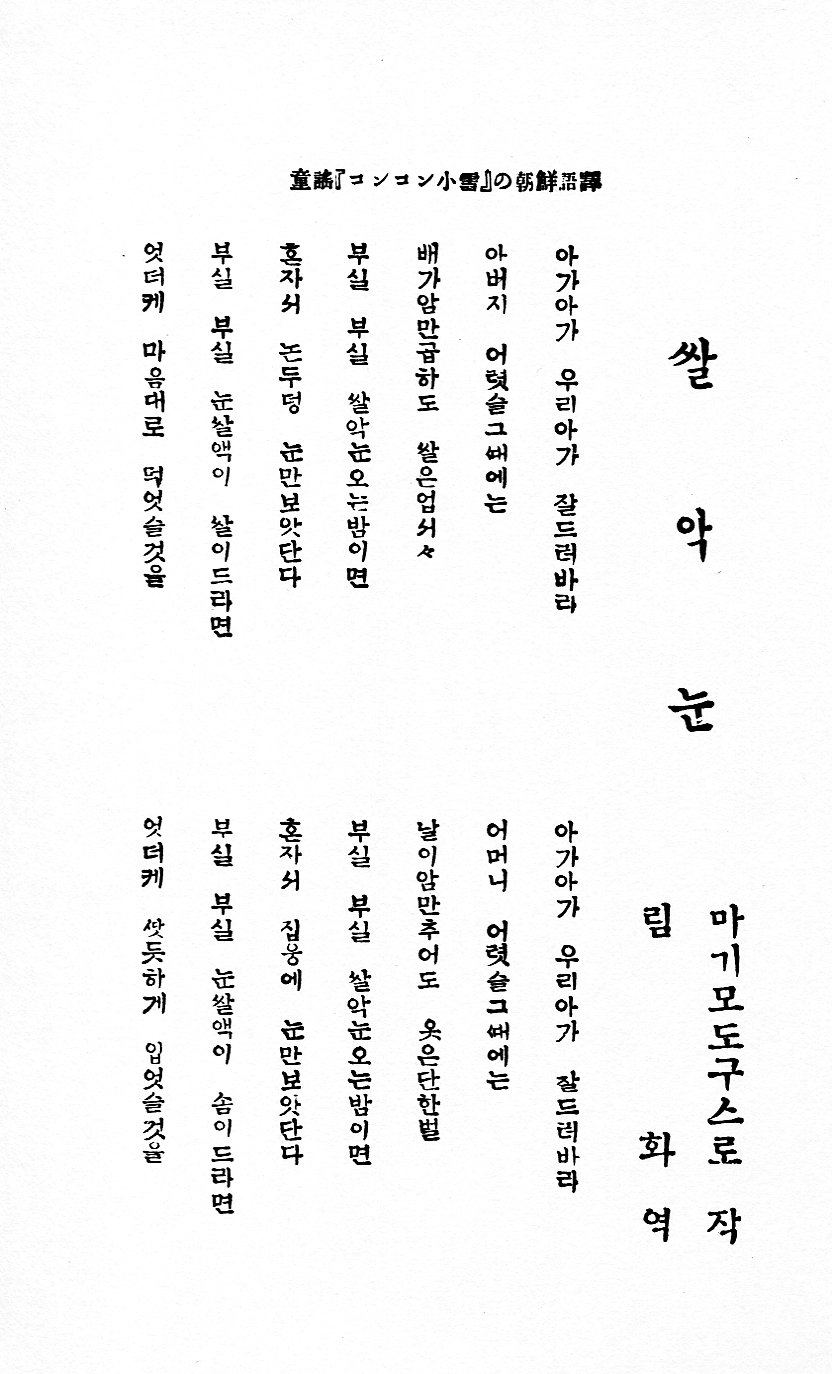
槇本楠郎の童謡を朝鮮の詩人林和が朝鮮語に翻訳したもの。上段3行目末の「쌀은업서々」は「쌀은업서서（米は無くって）」のことである。正書法の確立前であり、今日では「쌀은 없어서」と綴る。槇本楠郎の童謡集『赤い旗』（1930年）所収。

以上の他、希少な文字や歴史的文字に対する踊り字の例としては次のようなものがある。
- 彝文字に対する踊り字：ꀕ（Unicode：A015）
- 女書に対する踊り字：𖿡（Unicode：16FE1、漢字の記号及び句読点のブロックに収録）
- 西夏文字に対する踊り字：𖿠（Unicode：16FE0、漢字の記号及び句読点のブロックに収録）